# Piękna katastrofa (powieść)
Piękna katastrofa (ang. Beautiful Disaster) – amerykańska powieść new adult napisana przez Jamie McGuire. W 2012 była pierwsza na liście bestsellerów dziennika „The New York Times”. Książka ukazała się nakładem self-publishingu w maju 2011, a następnie prawa do niej przejęło wydawnictwo Atria Publishing Group i opublikowało ją w sierpniu 2012. Historia została przetłumaczona na ponad 50 języków. Pierwsze polskie wydanie ukazało się w 2014 nakładem wydawnictwa Albatros w tłumaczeniu Agaty Karolak.
Powieść jest pierwszym tomem w serii. Następna część nosi tytuł Chodząca katastrofa, jednak pomiędzy nimi pojawiły się dwa krótsze teksty nieprzetłumaczone na język polski, uzupełniające historię: Endlessly Beautiful oraz Mrs. Maddox.

## Fabuła
Abby wyjechała na studia wraz ze swoją przyjaciółką, Americą, aby odciąć się od swojego ojca. Ten jest uzależnionym hazardzistą i od lat obwiniał dziewczynę o to, że zabrała mu szczęście. Wkrótce Abby poznaje przystojnego chłopaka, który zarabia na studia poprzez udział w nielegalnych walkach. Zaczyna coś do niego czuć. Okazuje się, że młody mężczyzna jest kuzynem chłopaka przyjaciółki Abby. Travis i Adam mieszkają razem. Gdy w akademiku dziewczyn brakuje wody, tymczasowo przeprowadzają się do nich.

## Adaptacja
W 2023 w kinach pojawił się film pod tym samym tytułem, adaptujący powieść.